# 베독역

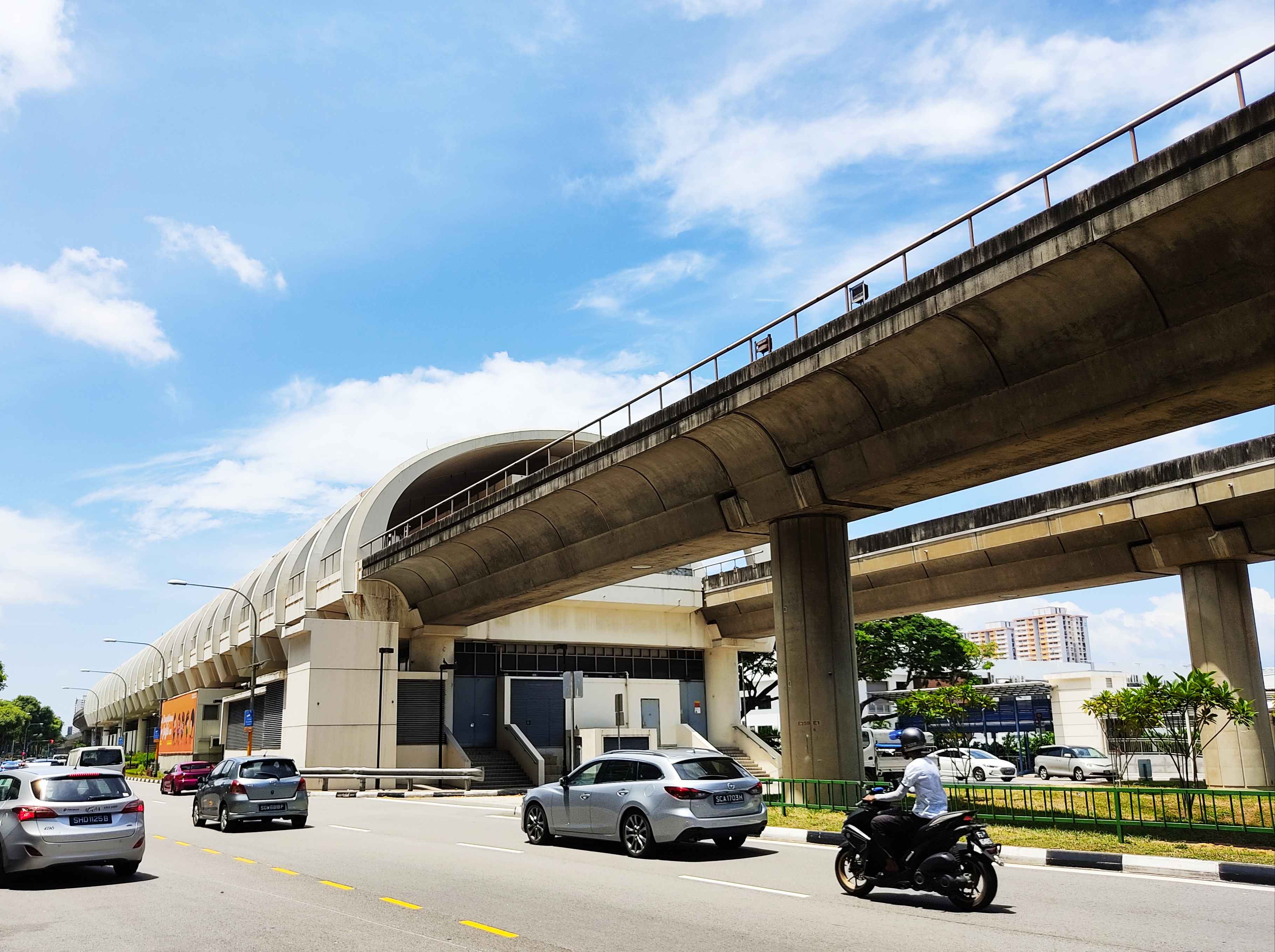

베독역(Bedok MRT station)은 싱가포르 베독의 동서선에 있는 지상 MRT(Mass Rapid Transit) 역이다. 베독 시내 중심에 위치한 이 역은 뉴 어퍼 창이 로드(New Upper Changi Road) 중앙의 교통섬에 건설되었다. 싱가포르 동부에서 가장 혼잡한 MRT 역 중 하나이다. 3개의 MRT 역이 서로 가깝음에도 불구하고 베독역(이스트웨스트 MRT 노선), 베독노스역(다운타운 MRT 노선) 및 베독사우스역(톰슨이스트코스트 MRT 노선)은 지속적으로 연결되어 있지 않다.
베독역은 베독 버스 인터체인지와 연결되어 있다. 베독 몰, 베독 포인트, 지춘 몰 베독, 베독 인터체인지 호커 센터, 하트비트@베독 및 베독 타운 스퀘어와 같은 많은 편의시설이 인근에 있다.
여기와 켐방안역 사이에는 터널이 있지만 그 사이에 지하철 역은 없다.